# قبادلو (ديزجرود الغربي)
قبادلو (بالفارسية: قبادلو) هي قرية تقع في إيران في أذربيجان الشرقية. يقدر عدد سكانها بـ 330 نسمة .